# 阿尔维马尔
阿尔维马尔（法語：Alvimare，法語發音：[alvimaʁ]）是法国滨海塞纳省的一个市镇，属于勒阿弗尔区。

## 地理
阿尔维马尔（49°36'21"N, 0°37'53"E）面积6.73 平方千米，位于法国诺曼底大区滨海塞纳省，该省份为法国北部沿海省份，其西部及北部濒大西洋英吉利海峡，东起顺时针与索姆省、瓦兹省、厄尔省和卡爾瓦多斯省接壤。
与阿尔维马尔接壤的市镇（或旧市镇、城区）包括：克莱维尔、埃克雷特维尔莱邦、富卡尔、特鲁维尔。

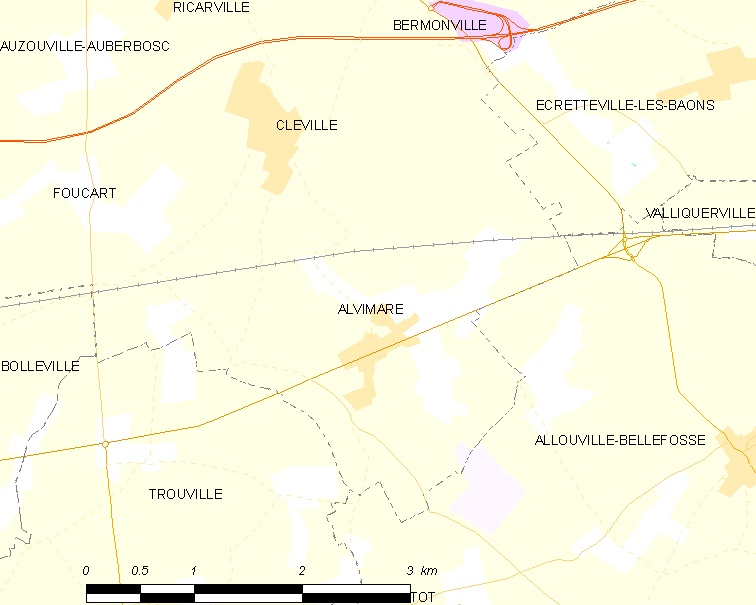
阿尔维马尔的OSM定位图

阿尔维马尔的时区为UTC+01:00、UTC+02:00（夏令时）。

## 行政
阿尔维马尔的邮政编码为76640，INSEE市镇编码为76002。

## 政治
阿尔维马尔所属的省级选区为科地区圣瓦勒里县。

## 人口

1962-2008年间阿尔维马尔人口变化图示

阿尔维马尔于2022年1月1日时的人口数量为595人。